# カラマゾフの兄弟 (1931年の映画)
『カラマゾフの兄弟』（カラマゾフのきょうだい、Der Mörder Dimitri Karamasoff）は、ドストエフスキーの同名小説を映画化した1931年のドイツの映画。原題はドイツ語で「殺人者ディミトリ・カラマゾフ」の意味である。
ドイツにおける初期のトーキー（発声映画）作品の傑作と呼ばれている。

## キャスト
- ディミトリ - フリッツ・コルトナー
- グルシェンカ - アンナ・ステン
- スメルジャコフ - フリッツ・ラスプ
- イヴァン - ベルンハルト・ミネッティ
- フョードル - マックス・ポール
- カーチャ - ハンナ・ヴァーグ

## エピソード
長男ディミトリを演じたフリッツ・コルトナーは同原作の1921年の映画化作品において父フョードルを演じている。